# Jonas Åkerlund

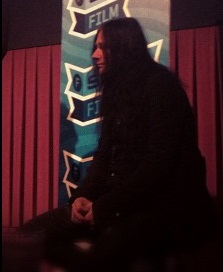
Jonas Akerlund em 2012.

Jonas Akerlund (nascido em 10 de novembro de 1965) é um diretor de videoclipes sueco. Ele é mais conhecido pelo estilo de seus videoclipes, que muitas vezes são formas de zombar de trailers de filmes e curtas-metragens. Seu vídeo para a canção de Madonna, "Ray of Light", ganhou um Grammy de Melhor Vídeo Musical, formato curto, e um recorde de sete prêmios no MTV Video Music Awards 1998, incluindo o de Vídeo do Ano. Em 2010, ele dirigiu o vídeo de Lady Gaga "Telephone", com Beyoncé, Doritos Late Night "Who's That Chick?" Versões dia e noite com Rihanna e David Guetta.

## Vida e Carreira
Åkerlund era um membro da banda de black metal sueca Bathory  de 1983 a 1984. Ele encontrou a fama como diretor de vídeo principal da dupla pop sueca Roxette. Em 1998, ele trabalhou com Madonna para a canção "Ray of Light" e, desde então, tem trabalhado com bandas como Metallica, Christina Aguilera, U2, Blink-182, P!nk, Rammstein,e Lady Gaga. Ele dirigiu o vídeo para a música do Smashing Pumpkins "Try, Try, Try ", na forma de um curta-metragem. Ele também trabalhou na produção do design e fotografia para o álbum do Roxette Room Service, em 2001. Em 2002 estreou seu primeiro filme de longa-metragem "Spun". Dirigiu anúncios recentes para a companhia varejista sueca de vestuário "MQ" e da repaginação da canção Devo "Watch Us Work It", utilizada em comerciais da Dell Computers. O seu mais recente trabalho foi com Britney Spears, com o vídeo de Hold It Against Me, que teve ótimas críticas.
Ele se tornou um colaborador de longa data da cantora pop Madonna, tendo trabalhado em vídeos de música tais como "American Life", que foi retirado das TV's devido ao seu conteúdo gráfico da Guerra do Iraque, e "Jump". Ele também dirigiu o documentário I'm Going to Tell You a Secret e o concerto especial para a televisão The Confessions Tour: Live from London.
Entre seus trabalhos mais recentes estão o vídeo da polêmica canção da banda Rammstein "Pussy" e o vídeo de Lady Gaga com a participação da também cantora Beyoncé na música "Telephone".Em 2011, trabalhou no clipe de Britney Spears, Hold it Against Me, um dos mais criticados positivamente e negativamente da carreira de Britney e de Jonas.

## Videografia
1988
"Bewitched" para Candlemass
1992
"Så länge det lyser mittemot" para Marie Fredriksson (vocalista de Roxette)
"Mellan sommar och höst" para  Marie Fredriksson
1993
"Fingertips '93" para  Roxette
1994
"Run to You " para  Roxette
1995
"A la ronde" para  Sinclair
"Vulnerable" para  Roxette
"Pay For Me" para  Whale
1996
"June Afternoon" para  Roxette
"She Doesn't Live Here Anymore" para Roxette
"Un Dia Sin Ti" for Roxette (versão em espanhol de "Spending My Time")
1997
"Do You Wanna Be My Baby?" para Per Gessle (vocalista de Roxette)
"James Bond Theme" para Moby
"Kix" for Per Gessle
"I Want You To Know" para Per Gessle
"Smack My Bitch Up" para The Prodigy
1998
"Ray of Light" para Madonna
(Ganhou em 1998 sete MTV VIDEO MUSIC AWARDS, incluindo vídeo do ano e em 1999 Grammy Award for Best Short Form Music Video)
"My Favourite Game" para The Cardigans
"Turn the Page" para Metallica
1999
"Whiskey in the Jar" para Metallica
"Wish I Could Fly" para Roxette
"Canned Heat" para Jamiroquai
"Anyone" para Roxette
"Corruption" para Iggy Pop
2000
"The Everlasting Gaze" para The Smashing Pumpkins
"Music" para Madonna
"Porcelain" (version 1) para Moby
"Try, Try, Try" para The Smashing Pumpkins
"Try" (15-minute alternate version to "Try, Try, Try")
"Beautiful Day" (version 1: airport) para U2
"Black Jesus" para Everlast
"Still" (version 2: white hair) para Macy Gray
2001
"Gets Me Through" para Ozzy Osbourne
"Walk On" para U2
"The Centre of the Heart" para Roxette
2002
"A Thing About You" para Roxette
"Lonely Road" para Paul McCartney
"Fuel For Hatred" para Satyricon
"Me Julie" para Ali G para Shaggy
"If I Could Fall In Love" para Lenny Kravitz
"Beautiful" para Christina Aguilera
2003
"Beautiful Day" (version 2: Eze) para U2
"American Life" para Madonna
"Good Boys" para Blondie
"True Nature" para Jane's Addiction
"Come Undone" para Robbie Williams
"Sexed Up" para Robbie Williams
2004
"I Miss You" para blink-182
"Aim 4" para Flint
"Tits On The Radio" for Scissor Sisters (internet video)
2006
"Rain Fall Down" para The Rolling Stones
"Jump" para Madonna
"One Wish" para Roxette
"Mann gegen Mann" para Rammstein
"Country Girl" para Primal Scream
2007
"Wake Up Call" para Maroon 5
"Good God" para Anouk
"Same Mistake" para James Blunt
"Watch Us Work It" para Devo
2008
"Swan Songs" para Hollywood Undead
"Sober" para Pink
2009
"Paparazzi" para Lady Gaga
"When Love Takes Over" para David Guetta featuring Kelly Rowland
"We Are Golden" para Mika
"Celebration" para Madonna
"Pussy" para Rammstein
"Fresh Out the Oven" para Jennifer Lopez
2010
"Pussy" para Rammstein
"Telephone" para Lady Gaga featuring Beyoncé
"Superbad" para Adrienne Bailon
"Hot N' Fun" para N*E*R*D featuring Nelly Furtado
"Let Me Hear You Scream" para Ozzy Osbourne
"Who's That Chick?" para David Guetta featuring Rihanna (Doritos Late Night Day & Night versions and David Guetta's video version)
2011
"More" para Usher
"Girl Panic!" para Duran Duran
"Hold It Against Me" para Britney Spears
"Moves Like Jagger" para Maroon 5 featuring Christina Aguilera
"Mein Land" para Rammstein
2012
"Daylight" para Maroon 5
"Doom and Gloom" para Rolling Stone
2013
"Standing on the Sun" para H&M e Beyoncé
Anúncio Internacional para Shakira e Crest/Oral B
Anúncio Killer Queen by Katy Perry
"Haunted" para Beyoncé
"Superpower" para Beyoncé
2014
"Magic" para Coldplay
2015
"Ghosttown" para Madonna
"Bitch I'm Madonna" para Madonna
2016
"ManUNkind" para Metallica
"New Romantics" para Taylor Swift
2017
"John Wayne" para Lady Gaga
''Praying'' para Kesha
"The Way You Used To Do" para Queens Of the Stone Age
"A Little Work" para Fergie
2019
"God Control" para Madonna

## Filmografia
- Spun (2002)
- Madonna: I'm Going to Tell You a Secret (2006)
- Madonna: Confessions Tour - Live from London (TV Special) (2006)
- Madonna: The Confessions Tour (CD/DVD Release) (2007)
- The Horsemen (2009)
- Roxette Diaries - The Private Home Videos 1987 - 1995 (DVD 2016)
- Rammstein: Paris (2017)
- Lords of Chaos (2018)